# 蓋烏斯·屋大維
蓋烏斯·屋大維（拉丁語：Gaius Octavius，約前100年—前59年）是古羅馬政治人物，前61年被選為羅馬民選官。蓋烏斯·屋大維與阿提婭結婚，兩人有1子1女：小屋大薇和奧古斯都。

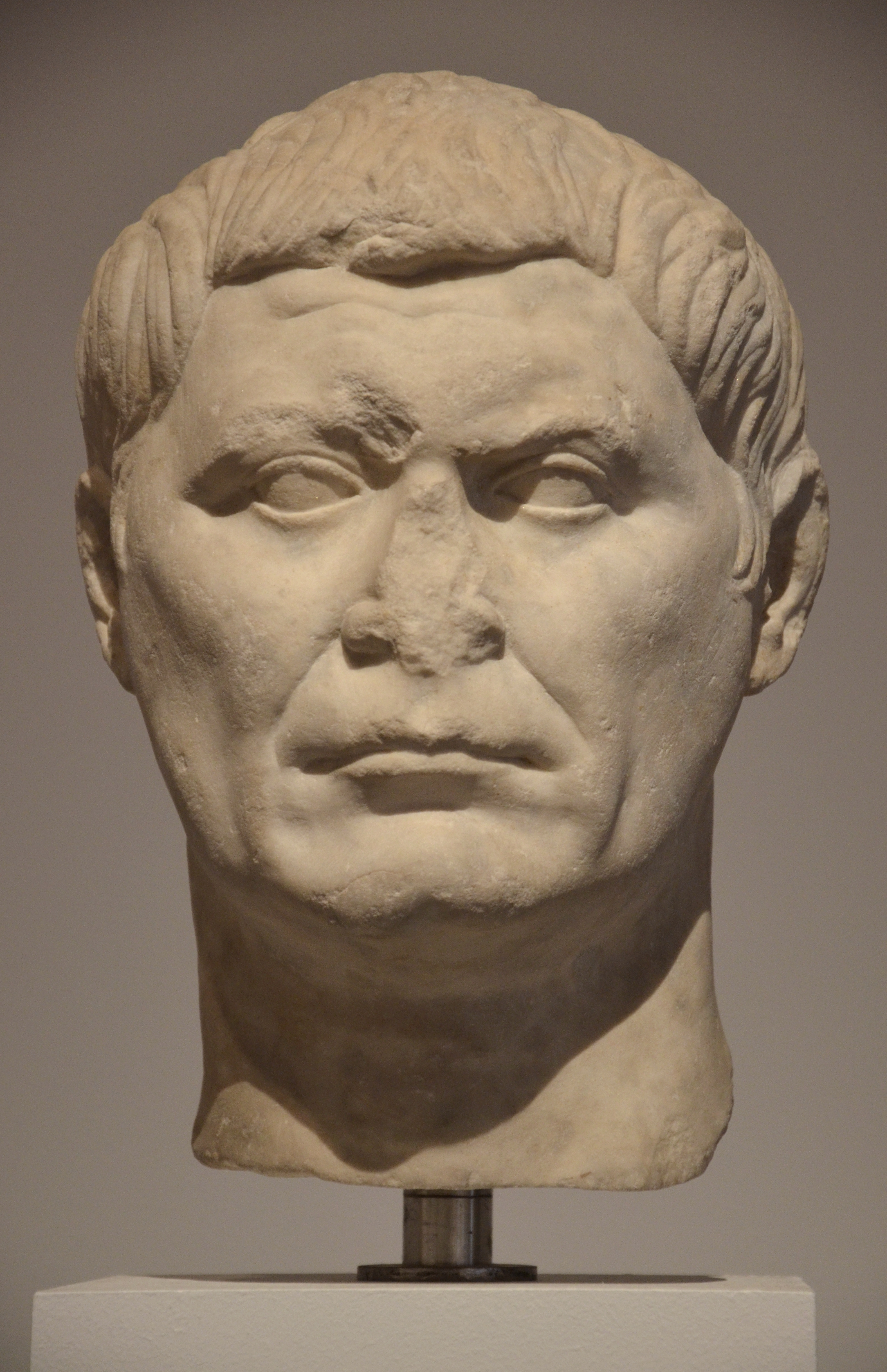
蓋烏斯·屋大維

## 文獻
1. ↑  Broughton, TRS.  2. American Philological Association. 1952: 179. OCLC 470437632.